# Rhacaplacarus kaszabi
Rhacaplacarus kaszabi är en kvalsterart som först beskrevs av P. Balogh 1988.  Rhacaplacarus kaszabi ingår i släktet Rhacaplacarus och familjen Phthiracaridae. Inga underarter finns listade i Catalogue of Life.